# カケス属
カケス属（カケスぞく、Garrulus）は、鳥綱スズメ目カラス科に属する属。

## 分布
アフリカ大陸北部、ユーラシア大陸、日本

## 形態
尾羽は長い。胴体は褐色の羽毛で被われる。翼の色彩は黒く、青い縞模様が入る。

## 分類
- Garrulus glandarius　カケス　Eurasian jay
- Garrulus lanceolatus　インドカケス　Lanceolated jay
- Garrulus lidthi　ルリカケス　Lidth's jay

## 生態
森林に生息する。属名Garrulusは「ぺちゃくちゃしゃべる、騒がしい」の意で、本属の構成種を指す英名jayは鳴き声に由来する。
食性は雑食で、果実、種子、昆虫などを食べる。
繁殖形態は卵生。

## 人間との関係
日本ではルリカケスは国の天然記念物に指定されている。

## 画像

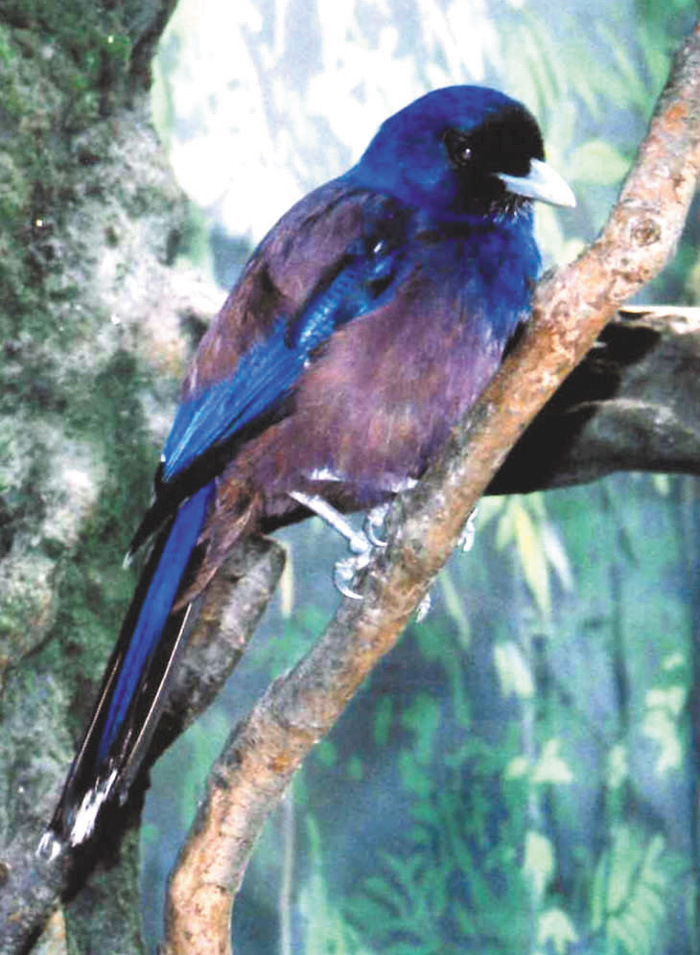
ルリカケス G. lanceolatus